# Daïra de Mendes
La daïra de Mendes est une circonscription administrative algérienne située dans la wilaya de Relizane. Son chef-lieu est situé sur la commune éponyme de Mendes.
La daïra regroupe les trois communes de Mendes, Oued Essalem et Sidi Lazreg.